# Brumetz
Brumetz település Franciaországban, Aisne megyében. Lakosainak száma 179 fő (2022. január 1.). Brumetz Chézy-en-Orxois, Gandelu, Montigny-l’Allier és Coulombs-en-Valois községekkel határos.

## Népesség
A település népességének változása:
| Lakosok száma | 166  | 106  | 166  | 200  | 219  | 213  | 213  | 193  | 183  | 179  |
|               | 1968 | 1982 | 1990 | 2006 | 2013 | 2015 | 2017 | 2019 | 2020 | 2022 |